# Punk Goes Crunk
| Recensione | Giudizio |
| ---------- | -------- |
| AllMusic   | [ 1 ]    |

Punk Goes Crunk è la quinta compilation della serie Punk Goes..., pubblicata dalla Fearless Records l'8 aprile 2008. Contiene canzoni hip hop reinterpretate da gruppi pop punk ed emo.

## Tracce
| #   | Titolo                  | Artista                  | Artista originale       | Durata |
| --- | ----------------------- | ------------------------ | ----------------------- | ------ |
| 1.  | Put Yo Hood Up          | Set Your Goals           | Lil Jon                 | 4:59   |
| 2.  | Got Your Money          | Say Anything             | Ol' Dirty Bastard       | 4:15   |
| 3.  | I Wish                  | The Secret Handshake     | Skee-Lo                 | 2:52   |
| 4.  | Men in Black            | Forever the Sickest Kids | Will Smith              | 3:05   |
| 5.  | California Love         | My American Heart        | 2Pac                    | 4:16   |
| 6.  | I Wanna Love You        | The Maine                | Akon                    | 3:03   |
| 7.  | Kryptonite (I'm on It)  | Emanuel                  | Purple Ribbon All-Stars | 4:30   |
| 8.  | The Seed                | Person L                 | The Roots               | 4:22   |
| 9.  | Still Fly               | The Devil Wears Prada    | Big Tymers              | 4:55   |
| 10. | Umbrella                | All Time Low             | Rihanna                 | 3:50   |
| 11. | Notorious Thugs         | Scary Kids Scaring Kids  | The Notorious B.I.G.    | 7:23   |
| 12. | Nuthin' but a 'G' Thang | The Escape Frame         | Dr. Dre                 | 3:30   |
| 13. | Gin and Juice           | Hot Rod Circuit          | Snoop Dogg              | 3:44   |
| 14. | Hey Ya!                 | Lorene Drive             | OutKast                 | 4:24   |
| 15. | Tennessee               | New Found Glory          | Arrested Development    | 4:05   |

## Classifiche
| Classifica (2008)             | Posizione raggiunta |
| ----------------------------- | ------------------- |
| Stati Uniti                   | 86                  |
| Stati Uniti (Top Independent) | 10                  |
| Stati Uniti (Top Compilation) | 7                   |
| Stati Uniti (Comprehensive)   | 94                  |